# Len počistivý
Len počistivý (Linum catharticum), dříve také len luční nebo lneček luční, je jednoletá až dvouletá rostlina s bílými květy z čeledi lnovité (Linaceae).

## Popis
Len počistivý je 5–30 cm vysoká rostlina s tenkou, přímou, nahoře vidličnatě větvenou lodyhou. Listy jsou dole vstřícné, tvaru vejčitě kopinatého, nahoře často střídavé a užší, v každém případě však celokrajné a přisedlé a s jednou žilkou.
Květy jsou bílé barvy (na bázi se žlutým nehtem), poměrně drobné ale dlouze stopkaté. Před rozkvětem jsou povislé (nící). Tvoří řídký větvený vidlan. Plodem je tobolka.

## Použití
Dříve se len počistivý používal jako léčivka (projímadlo a anthelmintikum). Z jejích účinků také pochází latinské druhové jméno, stejně jako to české („počistivý“). Semena jsou mírně jedovatá, rostlina totiž obsahuje jedovatou hořčinu linin.